# Томасборо (Іллінойс)
Томасборо (англ. Thomasboro) — селище (англ. village) в США, в окрузі Шампейн штату Іллінойс. Населення — 1034 особи (2020).

## Географія
Томасборо розташоване за координатами 40°14′38″ пн. ш. 88°11′15″ зх. д. / 40.24389° пн. ш. 88.18750° зх. д. (40.243813, -88.187431).  За даними Бюро перепису населення США в 2010 році селище мало площу 2,60 км², уся площа — суходіл.

## Демографія
Згідно з переписом 2010 року, у селищі мешкало 1126 осіб у 497 домогосподарствах у складі 316 родин. Густота населення становила 434 особи/км².  Було 535 помешкань (206/км²).
Расовий склад населення:
| - 93,3 % — білих - 2,7 % — чорних або афроамериканців - 0,4 % — корінних американців - 0,4 % — азіатів - 0,2 % — вихідців з тихоокеанських островів |

До двох чи більше рас належало 2,8 %. Частка іспаномовних становила 1,9 % від усіх жителів.
За віковим діапазоном населення розподілялося таким чином: 19,3 % — особи молодші 18 років, 64,8 % — особи у віці 18—64 років, 15,9 % — особи у віці 65 років та старші. Медіана віку мешканця становила 43,1 року. На 100 осіб жіночої статі у селищі припадало 94,5 чоловіків;  на 100 жінок у віці від 18 років та старших — 92,2 чоловіків також старших 18 років.
Середній дохід на одне домашнє господарство  становив 53 714 долари США (медіана — 46 912), а середній дохід на одну сім'ю — 61 088 доларів (медіана — 60 400). Медіана доходів становила 40 083 долари для чоловіків та 31 419 доларів для жінок. За межею бідності перебувало 8,9 % осіб, у тому числі 16,5 % дітей у віці до 18 років та 3,8 % осіб у віці 65 років та старших.
Цивільне працевлаштоване населення становило 675 осіб. Основні галузі зайнятості: освіта, охорона здоров'я та соціальна допомога — 24,3 %, виробництво — 16,9 %, роздрібна торгівля — 15,1 %.